# اسفروج
اسفروج، روستایی از توابع بخش راز و جرگلان شهرستان بجنورد در استان خراسان شمالی ایران است. ساکنین این روستا را رازی ها تشکیل می‌دهند که به زبان رازی(پهلوی اشکانی،زبان قوم پارت) از شاخه زبان‌های ایرانی شمال غربی سخن می‌گویند.

## جمعیت
این روستا در دهستان راز قرار دارد و براساس سرشماری مرکز آمار ایران در سال ۱۳۸۵، جمعیت آن ۹۱ نفر (۲۱خانوار) بوده‌است.